# ひとつ屋根の下
『ひとつ屋根の下』（ひとつやねのした）は、フジテレビ系列で放送された日本のテレビドラマ。主演は江口洋介。
第1作（以下、パート1）は、1993年4月12日より6月28日まで毎週月曜日21:00 - 21:54に、「月9」枠で放送。
第2作『ひとつ屋根の下2』（以下、パート2）は、1997年4月14日より6月30日まで毎週月曜日21:00 - 21:54に、「月9」枠で放送。

## 概要
パート1
数々の高視聴率月9ドラマの常連であり人気絶頂期であった江口洋介を筆頭に人気役者を多数起用し、この年最もヒットしたドラマとなった。主人公のセリフ「そこに愛はあるのかい?」は流行語ともなった。第11話で記録した視聴率37.8%は1990年代の全民放ドラマの最高視聴率であり、2025年現在のフジテレビドラマの歴代最高記録でもある。
1993年にパイオニアLDCからVHSで映像ソフト化された。
2015年3月18日にパート1とパート2をセットにした「ひとつ屋根の下 コンプリート Blu-ray BOX」が発売された。
2019年5月6日までFODやTVerで【タイムスリップTVer】と題して、全話無料配信。
2020年にDVDボックス発売。（パート１と２をセットにしたもの）
パート2
1997年にフジテレビからVHSで映像ソフト化され、2020年にDVD化された。
2009年8月7日、出演者の酒井法子に逮捕状が出され、当時再放送を行っていた北海道文化放送・テレビ新広島は放送を途中で打ち切り、別作品の再放送に切り替えた。
2025年3月1日よりFODで全話配信がスタート。

## ストーリー
パート1
かつて実業団のマラソン選手だったが、アキレス腱の故障で引退した主人公・柏木達也（江口洋介）は、自身の婚約を報告するために、7年前の両親の交通事故以来生き別れになった兄弟達を訪ね歩く。妹の小雪以外最初は達也を拒絶していた兄弟達も徐々に理解を示し、話が進むにつれてやがて達也の下で兄弟皆が暮らすようになる。毎日喧嘩ばかりしながら少しずつ絆を深めていくが、やがて家族が崩壊の危機に瀕する出来事が何度も訪れる。
パート2
パート1から2年後、小梅が大学に進学する事になり、柏木家には「贅沢禁止令」が出される。
また、雅也がドイツへ留学する事を機に居候を取る事となった柏木家。兄弟+居候の計7人で楽しく、時に喧嘩をしながら暮らしていたが、小雪が悪性の白血病である事が発覚。
果たして小雪は助かるのか？

## 登場人物

### 柏木家
柏木 達也〈26〉→〈28〉
演 - 江口洋介
柏木家の長男。高校卒業後、企業の実業団マラソンランナーとして世界選手権に入賞するなど活躍。予定では退社後に結婚し、クリーニング店を経営する為に戻って来るが、文也を引き取ったことと身勝手な性格を理由に婚約が破談になり、兄弟達と暮らすことになる。愛称は「あんちゃん」。ちょっと気が短いところがあり、直情家でお調子者の面が見られるが、人情味あふれる性格で､幼稚園時代の先生からの教えが人生の指針となっている。好物はプリン。
口癖は「そこに愛はあるのかい？」。
自称：一家の電信柱
パート2
「1」と変わらず、平凡な毎日を送っており、相変わらずきょうだいのことに首を突っ込む。小雪にお見合いを勧め、和也にマラソンランナーになる事を勧める。
口癖は「心にダムはあるのかい？」に変わっている。
柏木（木内） 雅也〈25〉→〈27〉
演 - 福山雅治
柏木家の次男で冷静沈着な性格。文京大学医学部の研修医。愛称は「チイ兄ちゃん」。両親の死後、望まれたこともあり、父(開業医)の友人である木内家の養子となる。実子がいるにもかかわらず、後継ぎになることが約束されており、結婚の報告をしに久しぶりに会いに来た達也に裕福になった自分に金の無心に来たと勝手に思い込み札びらを切って怒らせたこともあるが、次第に兄弟への想いを募らせ達也の下で暮らすことを決意。血の繋がらない妹・小雪に恋心を抱いている。小雪には高校生のころプロポーズした過去も。
最終回で心臓外科医になることに決めた。
パート2
初回で貧しい子供たちに医療を受けさせたいという思いからカンボジアへ赴任。小雪の白血病が発覚し、達也から電話をもらい帰国。以後は小雪を助けるために奮闘する。小雪の病気が治り再度海外へ飛び立つがその際に、きょうだい達が小雪と雅也の結婚式を開き、結婚した。
柏木 小雪〈22〉→〈24〉
演 - 酒井法子
柏木家の長女でおっとりした性格。高校1年生のころに、子供のなかった親戚の家に居候として引き取られるが、短大で就活中、離婚した養父母と絶縁し自活を開始。そこで知り合った日下部の紹介で卒業後、大手企業OLとなり、日下部と不倫を続けていた。しかし達也の出現などで日下部との関係を終了、同時に退社して達也の家に引っ越す。その後はクリーニング店を手伝いながら、母親代わりをつとめるしっかり者。他の兄弟と血の繋がりがないのを(達也たちの父が経営していた病院で産まれた小雪の実の親がいなくなってしまったのでそのまま柏木家で育てることになった)下の弟妹達に知られ、距離を置かれた時は悩んで家出したこともあるが、そこで実母と異父妹の恵の姿を見てショックを受ける。そして自販機の前で接触を持った恵に対して（事実を名乗らないまま）「私のお母さんは7年前に亡くなったの」と話して聞かせている。幼少期にたびたび実母から手紙をもらったりしていた為、自分自身が養女だと知っており、小学生のころに「私はひとりぼっち」と作文に書いてしまい、号泣した柏木の父に殴られたことがある。
パート2
前園から猛アプローチを受け婚約するが、達也への気持ち、雅也からの想いに心揺れる。終盤付近で白血病を発症し、一時は生死の境を彷徨うが復活。その後、雅也と結婚。
柏木 和也〈20〉→〈22〉
演 - いしだ壱成
柏木家の三男。性格は達也同様、直情的で怒りっぽいところがある。高校生のころ、引き取られていた親戚の息子を庇い、傷害事件を起こし少年鑑別所に収容され、高校を中退。不良じみた言動も見られるが、昼間は寮付のおしぼり工場で地道に働いていた。窃盗の疑いを掛けられた際に、身柄を引き受けに来た兄達に心を開き、同居。その後、自動車修理工場に勤め、兄の為に中古のワゴンを用意したこともある。クリーニング店を手伝うようになってからは、夜遊び・不良仲間との接触などはなくなっていった。
パート2
ドラム缶工場で働いており、マラソンランナーを目指す。実希と真澄が家に来たことから、庭のテントで寝起きする羽目になる。のちに元の不良仲間に再会。ジャージ姿を笑われたこともあるが、実希を弟と再会させる時には皆で協力しあった。
柏木 小梅〈16 → 17〉→〈19〉
演 - 大路恵美
柏木家の次女。両親の死後、親戚の高橋家に引き取られていた時には自分を疎む由佳里の気持ちを理解していたこともあり、意地っ張りでやや暗めの性格だったが、達也たちと暮らすようになり、次第に本来の明るさを取り戻していく。真面目で学業成績も良好だが、大学への進学資金のためにキャバクラでアルバイトを試みるなど、大胆な面もある。料理は苦手。17歳の誕生日にレイプに遭い、心に傷を負ってしまうが、達也がマラソンを走っている所を見て、告訴することに。高校2年生。
パート2
横浜学芸大学に進学し、テニスサークルに入会。男性恐怖症を乗り越えてテニスサークルで知り合った大学生・南雲俊平と交際する。
柏木 文也〈15〉→〈17〉
演 - 山本耕史
柏木家の四男。両親との死別後は、長野県の母の実家へ跡取りとして引き取られていたが、養父母に息子が生まれ、疎まれ出したころ、バイクとの衝突事故で両膝の神経を損傷。生涯、半身不随を宣告されたことにより施設へ入居することになる。車椅子で生活。施設では一言も言葉を発さず、自閉症だと誤解されており、兄弟とも当初は話そうとしなかった。引っ込み思案な性格だが、兄弟との同居生活で、次第に明るさをとりもどす。穏やかで理知的な性格。施設にいたころから日常的に絵を描いており、画家を目指すようになる。通学はしていないが、書類上は中学3年生となる。
パート2
絵を習う傍ら、寺田奈美と文通を開始する。しかし、コンプレックスから和也に代理を依頼した。後に絵のコンクールで入選している。

### 中川家
中川 恵
演 - 安達祐実
京子の娘で小学生。小雪とは異父姉妹だが、事実を知らぬまま、家出して母に会いに来た小雪と言葉を交わしている。
パート2
小雪との間柄を真澄や両親から聞かされ、父から諭されて小雪を救うため、母とともに東京へ。
中川 京子
演 - 風吹ジュン
小雪の実の母。高校生の時に小雪を出産するが、育てられず柏木家に引き取ってもらう。のちに結婚し、新潟で小料理屋を経営するが、資金繰りに困窮し、柏木家に無心に現れる。
パート2
達也達きょうだいは小雪と血の繋がりがなく、骨髄移植を実母である京子にしてもらうために逹也が協力を要請。結果的に恵が骨髄移植のドナーになったがその後も小雪を気にかけており、小雪から「お母さん」と呼ばれたことがある。
中川 誠次
演 - 加藤善博（パート2）
京子の夫で恵の父。京子の過去にショックを受け、京子を殴ってしまったが、翌日には小雪を救うように恵に話して聞かせる。

### その他
広瀬 幸夫
演 - 山本圭
柏木兄弟の亡き父の友人で、一家の後見人。通称「ゆきおじさん」。普段は能天気な言動が見られるが、大事な場面ではきちんと決める。大学病院からの誘いもあるが、権威主義が嫌いなことと、自分を信頼する患者（多くは貧しい）のために診療所を続けている。柏木兄弟の母に想いを寄せていたが、振られたという過去を持つ。
柏木夫婦が亡くなった時、海外の紛争地域に医療ボランティアに行っており、連絡が取れず、知らなかった。
小梅がレイプされた日、体調不良により自宅まで送らなかったことに責任を感じている。
パート２
小雪が白血病にかかるまでは、小梅の恋愛相談に乗るなど平凡な生活を送っていた。
小雪が白血病になってからは木内とともに執刀。
達也にもし小雪が死んだら後追いをすると言った雅也を達也と共に叱りつけた。
木内 裕蔵
演 - 清水綋治
柏木兄弟の亡き父の友人で、母・ともこの元婚約者。彼女への想いを断ち切れずに容姿が似ている雅也を養子にしていたこともある。当初は守銭奴的な面が見られたり、思想の違い・三角関係の末に失恋したことによる嫉妬心などもあり、友人であった柏木兄弟の父を罵ったこともあるが、根っからの悪人ではなく、雅也との養子縁組解除後も、時には達也達に理解を示し協力をすることもある。京子への手切れ金を雅也からの依頼で用意している。
パート2
小雪を救うため、広瀬と共に執刀。弱気になった雅也を叱りつける。
木内たけし
演 - 日高哲也
木内家の次男で雅也の義理の弟だった。雅也ほどは成績が良くなく、父から冷遇されるが、雅也が柏木家へ戻ることと前後して、横浜医科大を受験し医者を目指すと父に宣言するも、病院経営の器ではないと言われてしまう。雅也を実兄のように慕っていたが、別れ際にそれを伝えようとしたところ雅也に止められる。
熊沢 慎二
演 - 中丸新将
小梅の事件の犯人の弁護士。
大橋 里枝子
演 - 萩尾みどり
達也が依頼した弁護士。小梅の事件を告訴しようと相談。

### パート1

#### 舞台関係者
日吉 利奈
演 - 内田有紀
雅也の勤務する病院に入院する舞台女優。プライドが高く、周囲を翻弄するような言動が見られるが、次第に雅也に心惹かれていく。柏木家に来訪した時に、小梅から憧れの目を向けられた。心臓病を理由に、医師から止められていた舞台に命がけで立ち、死去する。
三船 愛子
演 - 中谷美紀
利奈のライバル女優。一旦は主役を得るが、利奈の復帰で失脚する。

#### 達也の関係者
榊 千鶴
演 - 鈴木ほのか
達也の婚約者だったが、解消。訪れた小雪に対しては解消の理由を、文也を引き取ったことだけではなく、何でも自分ひとりで決めてしまう達也の強引で自由すぎる性格についていけなくなったと話す。職業は通訳。
榊 隆雄
演 - 川津祐介
千鶴の父。達也のマラソン選手時代の関係者で、当初は結婚に賛成していた。婚約解消について、娘が苦労することを分かっていて、結婚させる気にはなれないと話した。
千鶴の母
演 - 高林由紀子
斉藤 博幸
演 - 寺脇康文
大手繊維メーカー勤務のエリートサラリーマン。キャバクラで登志子を指名しているうちに恋心を抱くようになるが、ややおとなしめの性格がゆえになかなか言い出せずにいた。恋人がいると嘘をついた彼女にしつこく食い下がり、仙台への転勤前の一か八かでアタック。のちに登志子と結婚することになる。

#### 小雪の関係者
日下部 哲雄
演 - 辰巳琢郎
小雪の同僚で人事部担当の部長。既婚者だが小雪が短大生だったころから、不倫関係にあり、採用に関して暗躍をした様子。小雪の退社後もしつこく食い下がるが、兄弟達からの脅しで関係を清算。学生時代からボクシングの心得がある。

#### 和也の関係者
桑名 詩織
演 - 千葉麗子
芸能事務所からのスカウトも多い美人女子高生。公園で犬を散歩させていた所を和也に一目惚れされる。その後、小梅の同級生として家に遊びに来る。彼氏の子供を妊娠してしまうが、自分に好意を持つ和也を都合良く利用して中絶し、思わせぶりな態度をとる。しかし和也に気を持たせたまま相馬と復縁していた。このことで友人だった小梅からも、距離を置かれるようになる。
相馬 良喜
演 - 真野圭一
スキーのナンパで知り合い、一夜の関係だった詩織の妊娠を和也に告げられ、最初は取り合わないが、のちに詩織と復縁していた。文京大学の医学生で雅也の後輩。
社長
演 - 河原さぶ
和也が働いていた工場の経営者。和也に対して好意的に接していたが、金の工面に困っており、180万円を盗難されたと狂言。事務員が警察に知らせた為、和也が警察に疑われ、同僚の詮議と暴言にキレて暴力を振るい、連行されてしまう。後に和也の為に達也が勝手にお金を立て替えたが、柏木家に返しに来て謝罪した。
刑事
演 - 大杉漣
鑑別所に入っていた和也に対し、悪意に近い歪んだ感情を抱き、何かと注視。管轄内で発生した傷害事件に関して、証拠もないまま和也が勤務する工場へ押し掛け、横柄な態度で犯人呼ばわりした末に暴力を振るう。誤解から連行された和也への行き過ぎた取り調べを注意した上司に対しても悪態をつく。
津山 新一
演 - 古川九一
和也のかつての不良仲間。兄弟と同居するようになり変わっていく和也に対し、不良である自分達とは縁を切るように助言する。
パート2では小沢の舎弟になっているが、最終話で小沢を裏切り殺害した。
パート1では和也と友好的であったが、パート2では敵対していた。
小沢
演 - 山本顔之介
和也の不良仲間で、先輩。
パート2では実希を弟と再会させる時に活躍するが、のちに舎弟の津山に裏切られ殺害されてしまう（この時、和也の名を呼び、にこやかな笑みを浮かべていた）。既婚者で娘がいる。

#### 小梅の関係者
倉橋 登志子
演 - 村上里佳子
小梅が大学の入学費用の為にバイトをした店のNO.1キャバクラ嬢でシングルマザー。源氏名はジャスミン。辞めさせようとする達也たちの存在を知り「できれば止めた方がいい」と小梅を心配していた。クリーニング店の顧客でもある。斉藤に結婚を申し込まれた時、達也を当て馬に利用する。
パート2に出演はしていないが、柏木家に笹かまぼこを送っている。
高橋 由佳里
演 - 神崎恵
小梅が引き取られていた家の娘で、小梅と同い年であり小4から高校まで同級生（それぞれの母が、いとこ同士である為、血縁的には又従姉妹となる）。成績がいい方でなく優等生の小梅との比較、相部屋、気遣いの要求などに不満を感じ嫌がらせをしてしまう。のちに、家を出ることになった小梅に礼を要求し、ビンタを喰らう。兄の名は治。

#### 文也の関係者
松前 ルミ子
演 - 河合美智子
美大生。公園で出会い、自宅で文也に絵の基礎を指導していたが、文也の絵を盗作した上、姉へのコンプレックスから、言葉の暴力で、彼を自殺未遂にまで追い込む。兵頭五郎の義妹に当たるが、彼に不倫を迫ったり、文也にもキスをしたり胸を触らせたりとメンヘラ気質。
兵頭 五郎
演 - 小木茂光
文也の絵の先生。美大の講師として生計を立てていたが、画家に専念して文也を教えるようになる。過去に高校で美術の講師をしていたころ、交際中だった女性（のちに結婚）の妹である女生徒と一度デートし、告白されている。
パート２
文也の絵の先生を続けている。手の手術前に文也の為に最後の絵を書いた。

### パート2

#### 柏木家の関係者
望月 実希
演 - 松たか子
柏木家に居候する娘。粗野な言動が見られるが、本当は心優しい。和也と良いムードになる。意識不明の母のために治療費を稼いでいたが手術の結果、死亡。いずれお墓を作りたいと思うようになる。
最終回で弟の板前修行の為、京都へ旅立った。
早川 真澄
演 - 黒田勇樹
柏木家に居候することになった東京大学を目指す浪人生。中性的な風貌と態度からオカマ呼ばわりされる。
小雪は外見や名前の印象から当初女の子だと勘違いし、「真澄ちゃん」と呼んでいた。
もし女だったら達也の事を好きになっていたらしい。

#### その他（パート2）
倉橋 美保
演 - 伊藤裕子
腹黒い面を持った女子大生。南雲に恋心を抱いている。小梅に嫉妬し、度重なる嫌がらせを行った後に小梅の過去を言い広める。このことで小雪からは平手打ちを食らった。家は資産家の様子。
望月 章吾
演 - 森田剛（当時V6 ）
実希の弟。グレていたが、和也の協力で姉と再会を果たす。最終回で板前の修行をする為、姉の実希と一緒に京都へ。
早川 百合江
演 - 藤田弓子
真澄の母。素朴な雰囲気を持ち、息子を心配している。
前園 俊雄
演 - 宇梶剛士
前川の紹介で、小雪と見合いをする。一旦断られたが、その後も実際には存在しない双子の兄に成りすましたりなどして付いて回り、達也から「スニーカー？」（ストーカーの間違い）と言われてしまう。小雪の病気の発覚により達也が「小雪が好きだ」と言って別れさせた。通称「ピカリン」。
前川
演 - 冨士眞奈美
柏木家の近所の住人。小雪に見合いを持ち込んだ。通称「角の前川さん」
飼い犬にロースハムをおやつに出している。パート1でも名前だけたびたび出てくる。
川村 泉
演 - 渡辺由紀
和也のトレーニングコーチ。達也に想われていた。
和也にドーピングをさせ、達也に「君は選手どころかコーチの資格もない」と言われ、田舎に帰っている。
根本 裕司
演 - 堀真樹
和也のマラソンのライバル。
井上 友史
演 - 北村総一朗
兵頭の元師匠で、文也をお金儲けの道具に使おうとした。
寺田 奈美
演 - 浅井江理名
文也の文通相手の美少女。視力障害にコンプレックスを持っていたことから、文也に会うことになった時には友人(演:のぎすみこ)に代理を依頼。
南雲 俊平
演 - 村田泰則
小梅と一緒のテニスサークルに所属する大学生。小梅と交際を始めたことで、美保に横恋慕され嫌がらせを受けるが、母を思い強気に出られずにいた。
南雲 真理子
演 - 山村美智子
南雲の母。美保の父と再婚の予定。
寺田 良美
演 - 中村久美
奈美の母。逹也を嫌っている。
寺田 繁
演 - 山路和弘
奈美の父。当初は良美と離婚する予定であったが、達也の「人間はそんなにエラくない」という発言から離婚しない事にした
橋田 篤
演 - 山下徹大
東大に現役合格し、真澄を見下している。
また、和也や実希の事も侮辱する様な発言をしている。
吉川 マチコ
演 - 藤原紀香
クリーニング屋にバイトの面接に来た。22歳。独身。

## スタッフ
- パート1
  - 脚本 - 野島伸司
  - 音楽 - 日向敏文
  - 演出 - 永山耕三、中江功
  - 主題歌 - 財津和夫「サボテンの花〜ひとつ屋根の下より〜」
  - 挿入歌
    - チューリップ「青春の影」
    - 財津和夫「ぼくがつくった愛のうた」
    - 財津和夫「夕陽を追いかけて」
    - 財津和夫「約束」

  - プロデュース - 大多亮（フジテレビ）
- パート2
  - 脚本 - 野島伸司
  - 音楽 - 日向敏文
  - 演出 - 永山耕三、武内英樹、高丸雅隆
  - 主題歌 - チューリップ「サボテンの花」
  - 挿入歌
    - チューリップ「青春の影」
    - チューリップ「ぼくがつくった愛のうた」
    - Le Couple「ひだまりの詩」
年間シングル売上ランキング第3位。本作の放送後、教材として教科書に採用されるまでにいたった。
    - Le Couple「夕映え」

  - プロデュース - 杉尾敦弘

## 受賞歴
- ひとつ屋根の下2（1997年）
  - 第13回ザテレビジョンドラマアカデミー賞[2]
    - 最優秀作品賞

## 放送日程

### パート1（1993年）
|                                                            | 放送日        | サブタイトル     | 演出     | 視聴率 |
| ---------------------------------------------------------- | ------------- | ---------------- | -------- | ------ |
| 第1話                                                      | 1993年4月12日 | 苦い再会         | 永山耕三 | 19.5%  |
| 第2話                                                      | 4月19日       | 弟を捨てるのか!  | 永山耕三 | 20.6%  |
| 第3話                                                      | 4月26日       | 兄チャンと妹の涙 | 永山耕三 | 23.1%  |
| 第4話                                                      | 5月03日       | チィ兄ちゃん帰る | 中江功   | 22.0%  |
| 第5話                                                      | 5月10日       | 車椅子の弟へ     | 中江功   | 29.3%  |
| 第6話                                                      | 5月17日       | 結婚宣言         | 永山耕三 | 26.8%  |
| 第7話                                                      | 5月24日       | 裏切られた純情   | 永山耕三 | 29.6%  |
| 第8話                                                      | 5月31日       | 長女の悲しい家出 | 中江功   | 26.5%  |
| 第9話                                                      | 6月07日       | そこには愛がある | 中江功   | 33.5%  |
| 第10話                                                     | 6月14日       | 弟よ、夢を抱け!  | 永山耕三 | 33.2%  |
| 第11話                                                     | 6月21日       | 引き裂かれた絆   | 中江功   | 37.8%  |
| 最終回                                                     | 6月28日       | 上を向いて歩こう | 永山耕三 | 35.9%  |
| 平均視聴率 28.4%（視聴率は関東地区・ビデオリサーチ社調べ） |               |                  |          |        |

### パート2（1997年）
- 初回は30分拡大（21:00 - 22:24）
- 第11回は15分拡大（21:00 - 22:09）
- 最終回は26分拡大（21:04 - 22:24）。

|                                                            | 放送日        | サブタイトル                   | 演出     | 視聴率 |
| ---------------------------------------------------------- | ------------- | ------------------------------ | -------- | ------ |
| 第1話                                                      | 1997年4月14日 | さよならチィ兄ちゃん           | 永山耕三 | 26.3%  |
| 第2話                                                      | 4月21日       | 下宿人は美少女?                | 永山耕三 | 23.0%  |
| 第3話                                                      | 4月28日       | 心の貧しき者へ                 | 武内英樹 | 27.0%  |
| 第4話                                                      | 5月05日       | 腐った時代の青春               | 武内英樹 | 26.3%  |
| 第5話                                                      | 5月12日       | 車椅子の悲しき恋               | 永山耕三 | 24.4%  |
| 第6話                                                      | 5月19日       | 車椅子の弟へ                   | 永山耕三 | 22.6%  |
| 第7話                                                      | 5月26日       | 心にはダムがある               | 武内英樹 | 23.8%  |
| 第8話                                                      | 6月02日       | 雅也よ、帰れ!                  | 高丸雅隆 | 26.3%  |
| 第9話                                                      | 6月09日       | 愛する兄の帰国                 | 武内英樹 | 28.3%  |
| 第10話                                                     | 6月16日       | 小雪の命、雅也の愛、達也の叫び | 永山耕三 | 30.0%  |
| 第11話                                                     | 6月23日       | 地球より重き愛情-兄弟の絆      | 武内英樹 | 28.1%  |
| 最終回                                                     | 6月30日       | さよなら柏木兄弟-6月の花嫁     | 永山耕三 | 34.1%  |
| 平均視聴率 27.0%（視聴率は関東地区・ビデオリサーチ社調べ） |               |                                |          |        |

## その他
- 福山雅治が演じた柏木雅也の「あんちゃん」や「小雪ぃ…」というセリフは、現在でも芸人が福山のモノマネを披露する際、高い頻度で使用される。福山本人は「あんな言い方してない」と言いつつも、「ドラマを見返してみると、結構（モノマネ風に）言ってるんですよね」と発言したり、自虐的にそのフレーズを自身のモノマネ風に披露したりすることがある。
- 福山は本作での主演で知名度を上げてブレイクしたが、ドラマを見たファンが福山が暮らしに困っていると思い込み(福山演じる柏木雅也は医師として勤務しており、経済的に自立している役柄だが、雅也が暮らす柏木家は大所帯であり家計が苦しい設定)、福山の当時の自宅の玄関ドアのドアノブに折り詰めのお寿司を差し入れされた事がある。[3]
- 南木佳士作の小説『ウサギ』に、本作が登場しており、作中に重要な役割を占めている。
- 『ひとつ屋根の下2』の最終話は30%超えの高視聴率を記録したが、その結末には賛否の声が上がっている。その要因は、話の前後で辻褄があっていない展開などで、視聴者に解釈を委ねる場面や描写が多いことによる。
- 江口洋介と福山雅治はこのドラマがきっかけで親友となり、互いに親交を持つようになった。
- 野島伸司や番組プロデュースの大多亮が山本圭の出世作「若者たち」を見たことがきっかけで制作した。
- ひとつ屋根の下２の最終回で死んだと思っていた小雪が生きており、雅也と結婚するというエンドになったのは、２のプロデュースを担当した杉尾敦弘によると、「白血病=死」という印象を避ける為であると語っている。[4]